# أليسيا إم سودربرغ
أليسيا إم سودربرغ (بالإنجليزية: Alicia M. Soderberg) (و. 1977 – م) هي عالمة فلك من الولايات المتحدة الأمريكية .

## التعليم
تعلمت في جامعة كامبريدج، ومعهد كاليفورنيا للتقنية، وكلية بيتس